# Vibeke (Vorname)
Vibeke ist ein weiblicher Vorname.

## Herkunft und Bedeutung
Vibeke ist die dänische Form von Wiebke.

## Bekannte Namensträgerinnen
- Vibeke Hastrup (* 1958), dänische Schauspielerin
- Vibeke Hartkorn (* 1965), dänische Journalistin und Moderatorin
- Hanne-Vibeke Holst (* 1959), dänische Journalistin und Schriftstellerin
- Vibeke Larsen (Politikerin, 1949) (* 1949), dänische Reichsombudsfrau auf den Färöern
- Vibeke Larsen (Politikerin, 1971) (* 1971), norwegische Politikerin
- Vibeke Lunde (1921–1962), norwegische Seglerin
- Vibeke Saugestad (* 1976), norwegische Musikerin
- Vibeke Skofterud (1980–2018), norwegische Skilangläuferin
- Vibeke Stene (* 1978), norwegische Sängerin